# Franciscus en Johanna Verstappen
Franciscus Verstappen (12 juli 1904 – 25 juni 1981), hoofd van een landbouwcoöperatief, en zijn echtgenote Johanna Maria Sibilla Verstappen-Kuijpers (30 augustus 1905 – 14 juni 1985) werden in 1972 als Rechtvaardigen onder de Volkeren erkend, omdat ze tijdens de Tweede Wereldoorlog tientallen Joodse burgers uit handen van de Duitsers en hun Nederlandse helpers redden.

## Levensloop
De familie Verstappen woonde met hun zes kinderen aan de Deputé Petersstraat 24 in Oirlo (Limburg).
Vanaf augustus 1922 werkte Franciscus bij LLTB, een plaatselijke afdeling van een boerencoöperatief in Oirlo. In 1931 werd hij als hoofd van de afdeling aangesteld.

## Reddingswerk tijdens de Holocaust
De familie Verstappen waren in het dorp actief bij het organiseren van onderduikplaatsen voor Joden, zowel volwassenen als kinderen. In de loop van de oorlog kwamen tientallen Joden in hun huis langs. Een deel daarvan dook onder op de boerderij van de familie, anderen werden bij buren ondergebracht.
In 1941 bracht het echtpaar Verstappen een bezoek aan de Joodse broers Weijand, handelaren in jutezakken. Bij dit bezoek waren ook de vrouw van een van de broers en Karel Weijand, de zoon van een van hen aanwezig. Johanna, destijds moeder van zes dochters, zei dat ze graag een zoon als Karel zou hebben, en met instemming van beide partijen vertrouwde het gezin Weijand Karel aan de Verstappens toe.
In september 1942 werd Karel vanuit het huis van het gezin Weijand in Arnhem door een jonge verzetsvrouw naar het huis van de familie Verstappen gebracht.
In oktober 1943 werd Chana Prins, uit Amsterdam, door leden van het studentenverzet naar het huis van de familie Verstappen gebracht. In de lente van 1944 brachten verzetslieden ook Laura Ter Hoek naar de boerderij, omdat ze haar vorige onderduikplaats had moeten verlaten. Laura hielp in het huishouden en met naaiwerk.
Op 6 juli 1944 viel de Gestapo midden in de nacht het huis binnen. De Duitsers arresteerden Franciscus, Johanna, Chana, Laura en tien andere Joden die in het dorp waren ondergedoken. Ze werden naar de gevangenis in Eindhoven gebracht, en vandaar naar kamp Westerbork. Franciscus werd vrijgelaten. Chana en Laura kwamen terecht in Bergen-Belsen, waar ze de oorlog wisten te overleven. De tien andere Joden werden naar Auschwitz gedeporteerd.

## Na de oorlog
Franciscus werd eind 1944 naar Duitsland gedeporteerd, en kwam pas in 1945 terug. Na de oorlog kregen de Verstappens nog een zoon.
In juni 1945 keerden Laura en Chana naar Nederland terug. Chana was ziek en werd in een ziekenhuis opgenomen, maar ze slaagde erin contact te leggen met Franciscus. Franciscus bezocht haar en bracht haar schone kleren.
Laura kwam op bezoek bij de Verstappens en kreeg haar spullen, die bij hen waren achtergebleven, terug. De familie had al die dingen bewaard, ook al waren ze in de herfst van 1944 uit hun huis geëvacueerd in verband met de hevige gevechten.
Na de oorlog boden de Verstappens gedurende enkele maanden het gezin Weijand – dat de oorlog ook had overleefd – onderdak, tot ze woonruimte hadden gevonden. Ze zorgden ook voor een familielid van de Weijands, mevrouw Middelkoop, die ziek was nadat ze enkele concentratiekampen had overleefd.

## Erkenning en herdenking
In 1965 kreeg Franciscus Verstappen een koninklijke onderscheiding ter gelegenheid van zijn langdurige werk voor het landbouwcoöperatief en om hem te danken voor zijn hulp aan mensen in de oorlog.
Op 10 december 1972 besloot de Commissie voor de erkenning van de Rechtvaardigen onder de Volkeren Franciscus en Johanna Verstappen als Rechtvaardigen onder de Volkeren te erkennen, op basis van getuigenissen die de commissie had ontvangen.
Op 8 mei 1973 kreeg het echtpaar Verstappen de oorkonde. Twee dagen later vond een ceremonie plaats op de Herzlberg, in Yad Vashem. Tijdens de ceremonie ontving het echtpaar de Rechtvaardigen-onder-de-Volkeren medaille, en plantten zij een boom aan de Rechtvaardigen-onder-de-Volkeren-laan in Yad Vashem.

## Voetnoten
1)  Getuigenis van Chana Stavi (Prins) uit het Rechtvaardigen-onder-de-Volkeren dossier nr. 772.
2)  Getuigenis van Karel Weijand uit het Rechtvaardigen-onder-de-Volkeren dossier nr. 772.
3)  Conclusie van “Yad Vashem” uit het Rechtvaardigen-onder-de-Volkeren dossier nr. 772.
4)  Getuigenis van Laura Gottlieb (Ter Hoek) uit het Rechtvaardigen-onder-de-Volkeren dossier nr. 772.
5)  http://db.yadvashem.org/righteous/family.html?language=en&itemId=4043592
6)  Mededeling van Yad Vashem aan Laura Gottlieb (Ter Hoek) met betrekking tot het toekennen van het Rechtvaardigen-onder-de-Volkeren diploma aan het echtpaar Verstappen, uit het Rechtvaardigen-onder-de-Volkeren dossier nr. 772.
7)  Het Rechtvaardigen-onder-de-Volkeren diploma, uitgereikt aan het echtpaar Verstappen, uit het Rechtvaardigen-onder-de-Volkeren dossier nr. 772.
8)  Uitnodiging voor de boomplantceremonie, uit het Rechtvaardigen-onder-de-Volkeren dossier nr. 772.